# Rob Pike
Robert C. Pike (1956) è un informatico e scrittore canadese.

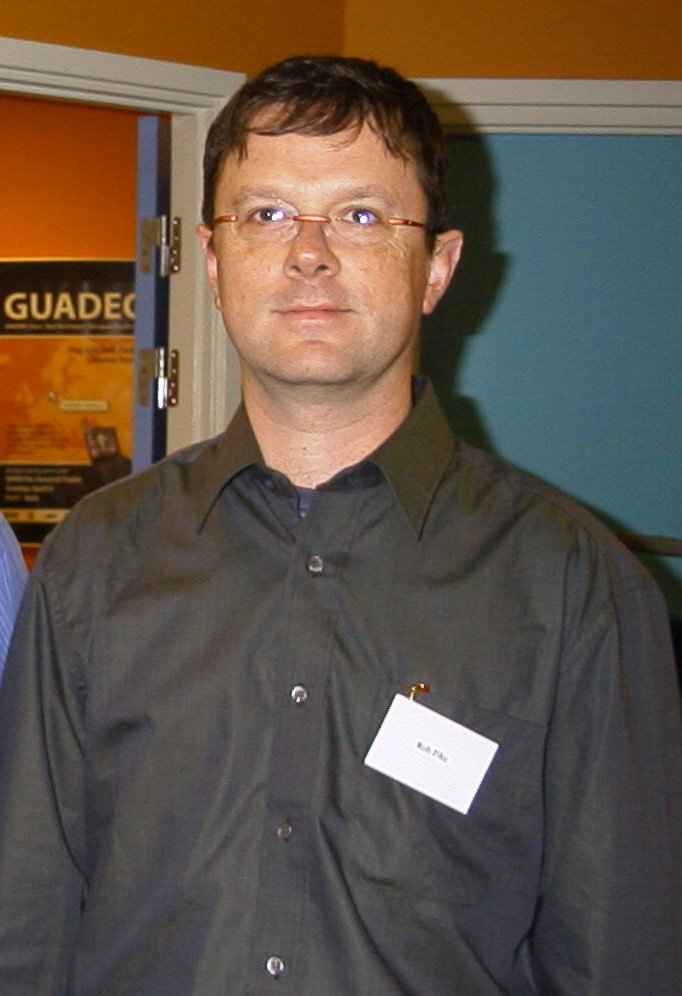
Rob Pike

È conosciuto per il suo contributo al linguaggio di programmazione Go e il suo lavoro presso i Bell Labs, dove ha fatto parte della squadra di sviluppo di Unix e venne coinvolto nella creazione dei sistemi operativi Plan 9 e Inferno, e del linguaggio di programmazione Limbo.
Rob Pike è un Distinguished Engineer di Google, Inc. Si occupa di sistemi distribuiti, data mining, linguaggi di programmazione e strumenti di sviluppo software. Più di recente è stato un co-designer e sviluppatore del linguaggio di programmazione Go. Prima di Google, Rob era un membro della Scienze Computing Research Center presso i Bell Labs, il laboratorio che ha sviluppato Unix. Mentre era lì, ha lavorato in computer grafica, interfacce utente, lingue, programmazione concorrente, e sistemi distribuiti.
Tra gli innumerevoli programmi a cui lavorò, si ricordano: 
- Il terminale grafico Blit per Unix. Pike è l'unico inventore del nome AT & T di brevetto USA 4.555.775 o "archivio di backup dei brevetti" che fa parte del protocollo di sistema grafico X e uno dei primi brevetti software.
- Numerosi editor di testo, tra cui sam e Acme sono tra i più noti e tuttora utilizzati e mantenuti
- Il primo sistema a finestre per Unix, considerato un predecessore di X Window System, scritto nel 1981

Con Brian Kernighan è stato coautore di The Practice of Programming e The Unix Programming Environment, mentre con Ken Thompson ha creato lo standard UTF-8.
Per scherzo, Pike sostiene di aver vinto la medaglia d'argento olimpica 1980 in Archery.
Cittadino canadese, è sposato con Renée French ed attualmente lavora per Google.